# Кабанов, Азарий Николаевич
Аза́рий Никола́евич Каба́нов (1924—1994) — советский врач-хирург, педагог и организатор здравоохранения, доктор медицинских наук, профессор. Заслуженный деятель науки РСФСР (1991).

## Биография
Родился 29 апреля 1924 года в городе Рыбинске Ярославской области.
С 1941 года, в возрасте семнадцати лет, А. Н. Кабанов призван в ряды Рабоче-Крестьянской Красной армии и направлен добровольцем в действующую армию на фронт, участник Великой Отечественной войны в звании рядовой, в составе истребительного батальона, в 1942 году получил ранение в бою.
С 1943 по 1949 годы проходил обучение в Ярославском государственном медицинском институте. С 1949 по 1955 годы А. Н. Кабанов был заведующим хирургического отделения Кировской областной больницы. С 1955 по 1958 годы обучался в аспирантуре на кафедре хирургии Центрального института усовершенствования врачей МЗ СССР.
С 1958 по 1960 годы работал хирургом в Новосибирском противотуберкулёзном диспансере и старшим анестезиологом отделения лёгочной хирургии в Новосибирском НИИ туберкулёза. С 1960 года младший научный сотрудник, с 1962 года — старший научный сотрудник отделения лёгочной хирургии НИИ экспериментальной биологии и медицины Сибирского отделения АН СССР, А. Н. Кабанов занимался исследованиями в области функциональной диагностики патологии органов дыхательной системы. А. Н. Кабановым были разработаны и внедрены в практику новые методы изучения дыхания и кровообращения в малом круге, а также рентгеноконтрастные методы исследования и хирургические методики.
С 1967 года А. Н. Кабанов был заведующим кафедрой общей хирургии Омского государственного медицинского института. Одновременно был назначен директором Омской хирургической клиники многопрофильной больницы № 1. А. Н. Кабанов являлся членом многочисленных медицинских обществ: членом Правления Всероссийского и Всесоюзного научного общества хирургов, Международной Ассоциации хирургов, Научного совета по фтизиатрии и пульмонологии Академии медицинских наук СССР, членом Всесоюзных проблемных комиссий — «Грудная хирургия», «Физиология и патология дыхания» Академии медицинских наук СССР и «Хирургия и онкология» Сибирского отделения АМН СССР, членом редакционного совета журнала «Вестник хирургии имени И. И. Грекова».
В 1961 году А. Н. Кабанов защитил кандидатскую диссертацию на соискание учёной степени кандидата медицинских наук по теме: «Клиника и современные методы диагностики рака пищевода и кардии с переходом на пищевод», в 1967 году — доктора медицинских наук по теме: «Функционально-морфологическая характеристика и оперативное лечение хронической эмпиемы плевры». В 1968 году решением ВАК, А. Н. Кабанову было присвоено звание — профессор.
Под руководством А. Н. Кабанова было выполнено более сорока трёх кандидатских и докторских диссертаций, он является автором около 388 научных работ, в том числе трех монографий, является автором около одиннадцати свидетельствах на изобретение.
18 октября 1991 года Указом Президента РСФСР «За заслуги в научно-педагогической деятельности» А. Н. Кабанов был удостоен почётного звания — Заслуженный деятель науки РСФСР.
Скончался 5 сентября 1994 года в городе Омске, похоронен на Старо-Северном кладбище.

## Награды
- Орден Отечественной войны II степени;
- Медаль «За победу над Германией в Великой Отечественной войне 1941—1945 гг.»;
- Заслуженный деятель науки РСФСР (18.10.1991[4]).

## Память
- Омской клинической больнице № 1 было присвоено имя А. Н. Кабанова[1]
- С 2017 года в Омске в честь А. Н. Кабанова проходят «Кабановские чтения»[6].